# 에로망가 (퀸즐랜드주)

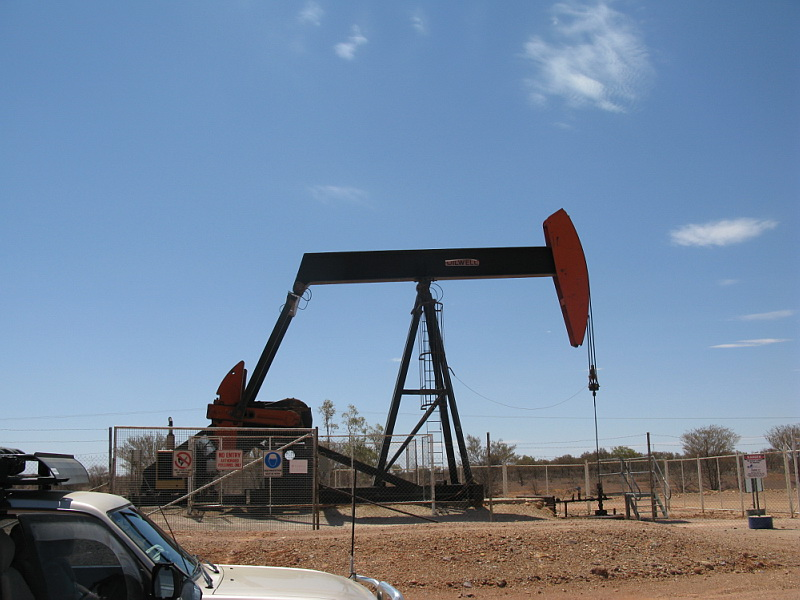

에로망가(Eromanga)는 오스트레일리아 퀸즐랜드주에 있는 작은 마을이다.

## 개요
퀸즐랜드주 남서쪽 에로망가 분지의 가장자리에 위치한 내륙 도시이다. 2006년 인구 조사 기준으로 인구는 171명이다. 백악기 전기에 형성된 분지에서 석유가 풍부하게 나오며, 인근에서 오팔 원석도 산출되고 있다. 이러한 광물 자원과 소와 양 등의 가축이 도시의 주요 산업이다. 에로 만화의 일본어 표기가 '에로망가'이기 때문에, 종종 일본의 여러 매체에서 소개되기도 한다.